# Червеобразные мышцы кисти
Червеобразные мышцы кисти (лат. Musculi lumbricales) — мышцы кисти.
Четыре небольшие веретенообразные мышцы. Каждая из них начинается от лучевого края сухожилия глубокого сгибателя пальцев и прикрепляются к тыльной поверхности основания проксимальных фаланг от указательного пальца до мизинца. Здесь они вплетаются в дорсальный апоневроз указательного, среднего, безымянного пальцев и мизинца со стороны их лучевого края, обогнув головки пястных костей.

## Функция
Сгибают проксимальную и выпрямляют среднюю и дистальную фаланги II—V пальцев.